# Albin Stark
John Albin Stark (né le 14 août 1885 à Hudiksvall et mort le 28 août 1960) est un architecte suédois.

## Biographie
Albin Stark fait partie du courant fonctionnaliste, avec des inspirations chinoises du fait de son vécu et de ses travaux en Chine dans les années 1920. Parmi ses plus importantes réalisations, on peut citer Chinateatern ou le parc Berzelii à Stockholm, ainsi que les salles de cinéma Anglais et Rio.